# Airfix
Airfix är en brittisk tillverkare av skalmodeller i plast. Airfix grundades 1939 av den ungerske affärsmannen Nicholas Kove och tillverkade ursprungligen uppblåsbara leksaker. I slutet av 1940-talet började företaget gjuta plastleksaker och 1954 lanserades den första plastmodellen, segelfartyget Golden Hind.

## De gyllene åren
Airfix har blivit mest känt för sina flygplansmodeller. Den första, föreställande det brittiska jaktflygplanet Supermarine Spitfire, kom 1955. Under 1960- och 1970-talen växte modellbyggarhobbyn snabbt och Airfix upplevde sin guldålder. Varje år lanserades stora mängder nya modeller av såväl flygplan som fartyg, pansarfordon och bilar. Även dinosaurier och fåglar fanns med på produktionslistan. Som mest sålde företaget 15 miljoner byggsatser per år bara i Storbritannien. De flesta flygplansmodeller gjordes i skalan 1/72 (1/144 för trafikflygplan) men med tiden lanserades produkter i fler skalor, 1/48 och på 70-talet kom även en serie påkostade modeller i skala 1/24.

## Minskat intresse och nedgång
På 1980-talet minskade intresset för modellbygge och Airfix fick ekonomiska problem. Företaget köptes av hobbyfärgtillverkaren Humbrol och gjutningen togs över av den franska tillverkaren Heller. Samtidigt hårdnade konkurrensen på en minskande marknad. Japanska och senare även kinesiska och koreanska tillverkare gjorde modeller av betydligt högre kvalitet än Airfix ganska enkla modeller som mer riktades åt barn än erfarna byggare.

## Airfix idag
2006 gick både Humbrol och Heller i konkurs (båda företagen har därefter rekonstruerats) och Airfix såldes till modelljärnvägstillverkaren Hornby. Gjutningen flyttades till Kina och Indien och stora satsningar på marknadsföring och framtagande av nya modeller har gjorts. Främst av dessa är den nya modell av det brittiska jaktflygplanet De Havilland Mosquito i 1/24, en av de största modeller som finns på marknaden.